# 大日本サムライガール
『大日本サムライガール』（だいにほんサムライガール）は、至道流星による日本のライトノベル。イラストはまごまごが担当。ウェブサイト『最前線』（星海社）にて、2012年7月から連載が開始され、星海社FICTIONS（星海社）から単行本版が全9巻刊行された。2015年7月からは文庫版（星海社文庫）が全6巻刊行された。

## 概要
日本を根底から変えることを目標に政治の頂点に君臨することを目指す女子高生が、メディア露出によって自らの政策を世に拡め政治結社の党員を集うためアイドルへと転進しタレント業で世間を席巻していく姿を描く。出版社の作品紹介や星海社FICTIONS版第1巻の帯では「“政治・経済・芸能”エンタテインメント」と銘打たれている。第1巻のあとがきにて著者は、本作に登場する国家、人物、人種、企業、政党、宗教、組織は実在のものとは一切関係が無く、特定の思想、国家、企業、宗教を支持、批判、推奨する意図は無い旨を説明している。
作品の登場人物である神楽日毬が作中で開設するブログや政治結社のウェブページを実際に作成し公開したり、日毬が作中で行う街頭演説をアニメーションで再現しインターネット動画共有サービスで公開したり、作中での日毬の音声配信サービスを前述のブログにて同様に行うなど、作品中で行われる日毬の政治活動・タレント活動が星海社のウェブサイト『最前線』内の特設サイトにて再現・公開されている。
2012年11月からは、芸文社の発行する無料情報誌『自衛隊応援クラブ』にコラム「ひまりのお部屋 Himari's Room 出張版」を掲載したり神楽日毬が表紙を飾るといったコラボレーションを行っている。

## あらすじ
日本最大の総合広告代理店「蒼通」に勤める織葉颯斗とその部下健城由佳里は営業先の防衛省本部前で、たった一人で街頭演説を行う女子高生・神楽日毬と遭遇する。颯斗と由佳里は日毬の美貌を見込み、日毬に防衛省の広報ビデオへの出演を打診。政治活動の活動費の工面に苦労していた日毬は出演を了承する。直後に颯斗は父親との確執から蒼通を退社、一族の力が及ばないところで父親と勝負しようとするものの次の仕事の予定は無し。由佳里の提案もあり、颯斗は日毬のために芸能プロダクションを設立し、日毬の芸能界での成功を、果てには「日本政治の根本からの覆し」という日毬の目的を実現させるため芸能事務所社長としての一歩を踏み出す。

## 登場人物

### 「ひまりプロダクション」関係者
織葉 颯斗（おりば はやと）
本作の主人公。日本最大の総合広告代理店「蒼通」入社5年目の26歳。官公庁の営業を担当する事業部に所属。東証一部に上場している「東王印刷」の経営一族出身で、実家は千代田区にある4階建ての豪邸。現在の東王印刷経営者である父親・練の帝王学を学びながら富裕層として育ってきたが、練とはウマが合わず反発し、練の面前では感情が昂ることが多い。練から離れるために学生時代から一人暮らしをしており、学費以外は自分で捻出するなど経済的にも練に依存することを嫌っている。就職してからは銀座の外れに1LDKを借りて生活してきた。経営者としての織葉一族の跡継ぎを弟である悠斗にするという練の意向には兄としてのプライドから複雑な感情を抱きつつも、練の経営者としての判断の正しさを認め、反発せずに相続放棄の同意書にサインをした。そして、織葉一族の力が及ばないところで練と勝負するため蒼通を辞める決意をする。蒼通退社後は由佳里の提案で、日毬のための芸能プロダクション「ひまりプロダクション」を設立し社長に就任した。その際に銀座の賃貸を引き払い、ひまりプロダクションが入る四谷三丁目のワンルームを自宅兼事務所にした。後にはプロダクション事業の傍ら、所属アイドルの家族が経営する会社の事業再生も行うなど、経営者として敏腕を発揮する。
第6巻にて、ひまりプロダクションの取締役社長を退き、代表取締役に就任した。
政治的には右派的な考えで、エドマンド・バーク、フリードリヒ・ハイエクの流れを汲む新自由主義・新保守主義の思想を持つ。
性格は母・伶子や悠斗いわく、「練に似ている」。
神楽 日毬（かぐら ひまり）
声 - 非公表（担当声優は存在する）
私立高校に通う16歳の高校2年生（第5巻から17歳）。政治結社「日本大志会」総帥。現在の日本の状況を憂い、強い日本を目標とし日本政治の根本からの覆しを目指し政治活動を行っている。脱アメリカを説き、中共との外交は強硬姿勢で臨むべき、そのためには自衛隊の強化・核武装は必須、といった思想の持ち主。自らの理念の実現には多少の犠牲も止む無しと考え、理念の実現の果てにはその国家主義の下に犠牲になった者を弔う為の自決も辞さないと考えている。政策を世に拡め日本大志会の党員を増やすため、1年間、1日も休まずに街頭演説を行ってきた。演説する際は、不安や緊張を和らげるため、「拡さん」と名付けた、使い込んで古びた拡声器を心の拠り所にしてきた。街頭演説やメディアへの応答などの冒頭では『真正なる右翼は、日本に私ただ一人である』という文句を頻繁に用いる。小学5年生の頃からボランティア団体に属して土日祝祭日は児童養護施設でのボランティア活動に励んできた。その際の施設での体験や見聞から現在の日本の歪んだ社会制度に気付き、国の制度を根本から変えないといけないと思想するようになった。15歳になった際に、右翼を束ねるいくつかの団体を訪ね歩いたが、多くの街宣右翼団体はビジネス行為を主とした団体で「真の右翼」とは言えないものであった。そのため、自分の思想は既存の右翼団体とは一線を引くべきだと考え、独立した政治団体として日本大志会を旗揚げするに至った。
身長157cm、スリーサイズは89、58、87という立派なプロポーションであり、特に高いわけではない身長であることから、スリーサイズの数字以上のグラマーに見えると称される美少女。その目を惹く外見から、防衛省の営業を担当していた颯斗から防衛省の広報ビデオとポスターへの出演を誘われる。颯斗や由佳里から、政治活動の成功にはメディアへの露出が必須であると説かれ、その後はアイドル活動を開始し、由佳里の提案で「ひまりプロダクション」に所属。颯斗のマネジメントの下でタレント活動を通して世間への知名度を上げていく。アイドルとして活動する前は、政治活動費を賄うために、弁当屋で時給1300円のアルバイトをしていたが、本格的にタレント活動を始めてからはアルバイトを辞め、街頭演説等の政治結社としての活動も控え、養成学校に通いながらタレントとしての仕事を行った。雑誌モデルやグラビアアイドル、CM出演等の仕事をこなしていく中、売り出し策の一案として始めたブログ「ひまりのお部屋」や音声配信サービスがインターネット上で話題となり、その後は極右の政治系アイドルとして飾らない素の日毬を売り出していくこととなる。
世間の注目を集め始めた頃、アステッドプロにより仕組まれたバッシングに遭う。これに対抗するためマスコミを引き連れアステッドプロ社長室に乗り込んだことで、暴行、器物破損、道路交通法違反で現行犯逮捕される。少年鑑別所へ移送れるも、違法行為として軽微であり、素行や性格も鑑みて間もなく釈放された。しかしながら、非行の事実があったとして通っていた私立高校を退学処分となる（後に芸能人御用達の高校である桐野学園に編入）。このアステッドプロ襲撃事件を前後して、「ひまりん」という愛称が一般に浸透していった。後に東洋テレビにて自身の名を冠した政治討論番組「ひまりんプロジェクト」の司会を担当し、初回視聴率は20%を超えた。
武士の子孫であり、普段から武士のような言葉遣いを用いている。実家は新宿区余丁町にあり「神楽道場」という剣道の道場を経営している。実家の家屋敷の2階にある自室の6畳間を日本大志会の事務所としている。
最終9巻終盤で自友党党首に就任し、エピローグでは内閣総理大臣に就任し、目的を達成した。
『大日本サムライガール新党』では、クラスメイトからは変人扱いされており、教師からも問題児扱いされている一方、一部の生徒・教師からは評価されている描写がある。
健城 由佳里（けんじょう ゆかり）
蒼通入社2年目の女性社員で颯斗と同じ事業部に所属する、蒼通での颯斗の部下。23歳。要領が良く陽気で客受けが良い。日毬に芸能アイドルとしての活動を勧め、蒼通を退社した颯斗に芸能プロダクションの設立を勧めた。またその後は蒼通から「ひまりプロダクション」へ仕事の案件を回すなど、颯斗と日毬の活動に協力していく。ひまりプロダクションがステッチラインの事業再生に介入した際にはひまりプロダクションに100万円を出資し、ひまりプロダクションの株式を取得、20％の株主となった。第3巻にて、颯斗から告白まがいとも取れる勧誘を受け、ビジネスパートナーとしてひまりプロダクションに入社、取締役副社長に就任、同時に蒼通を退社した。
築地生まれの江戸っ子で、小学生の頃からテニススクールに通っており、ジュニアの選手として有名だった。高校時代は強豪のテニス部に所属し、テニスの推薦で早稲田大学に入学。大学時代はミス早稲田クイーンの座に輝いた。父親は築地で長く続く寿司屋を経営しており、颯斗とともによく訪れている。
高校生の頃、大手芸能プロダクションが主催したオーディションに応募したことがあり、数千人の応募者の中から10人の最終選考まで残った。その最終選考で、同い年で現在はトップアイドル・女優である星沢由里花が合格し、由佳里が落ちたため、そのことがトラウマとなっている。
杏奈プロジェクトが制作した番組「アイドルたちの何気ある日常！」へのリポーターとしての出演がきっかけとなり、視聴者からの人気を集め、メディアからの取材や出演依頼が殺到。由佳里という人物がキャリア女性を中心に話題となり「勝てる女のビジネス力」という新書を最大手出版社から出版するまでに至り初版10万部が発売日翌日には重版が決定、ミリオンセラーに届くまでの売り上げとなった。300万人を超える、由佳里に憧れるキャリア女性たちは「ユカラー」と名付けられ一般的に使用される用語となった。そして、ひまりプロダクションの新しい顔となるために、取締役副社長から取締役社長へと就任した。
朝霧 千歳（あさぎり ちとせ）
ひまりプロダクション2人目の所属アイドル。ひまりプロダクションが行ったオーディションで、800人の応募者の中から選考され残った16人のうちの一人。お嬢様然する見栄えの、17歳の少女（第5巻から18歳）。身長164cm、スリーサイズは84、59、85。単位制の高校に通っていたが現在は休学中（第3巻にて日毬とともに桐野学園に編入）。オーディション応募前は実家の近所のファミリーレストランでアルバイトをしていた。裁縫と洋服のデザインが特技で、普段自分が着る服は自らが作っている。政治のことはよくわかっていない。すぐにお金を稼ぎたいという理由でオーディションに参加し採用される。社長である颯斗の説得も聞かずに、アイドルの仕事は完全歩合給で、それに加えプロダクションの事務員として月給30万円（時給1000円で1日10時間、土日祝日も出勤）という労働基準法違反の契約を半ば強要して納得させる守銭奴。しかし、インターホンの応答やお茶汲みといった事務員としての簡単な仕事もできないほどのドジっ娘である。やる気はあるが、無理に頑張れば頑張るほど失敗してしまう。芸名は、本名の名前の部分を平仮名にした「朝霧ちとせ」。ブログ「ちとせの約束」を開設する。
実際には守銭奴というわけではなく、実家のピンチを救うために少しでも早く多くのお金が欲しかったために、身を売る覚悟でアイドルになった。実家は多摩市で「ステッチライン株式会社」というアパレル関連の町工場を営んでおり、納品が間に合わない時には千歳が工場を手伝うこともある。工場に勤める従業員たちからは親しみを込めて「お嬢」と呼ばれている。小学生の頃、トラックに轢かれそうになったところを兄の雪哉に庇ってもらって助かった過去がある。しかしながら雪哉は代わりに事故に遭ってしまい、車椅子生活を余儀なくされた。そのことをずっと後悔しており、雪哉に負い目を感じ更には雪哉の生活基盤であるステッチラインを守りたいと考えるようになった。
スピンオフ作品『朝霧ちとせはへこたれない』では主人公を務める。
神楽 凪紗（かぐら なぎさ）
日毬の姉。19歳（第5巻から20歳）。高校卒業後は大学に進学せず、若くして神楽家の実家にある神楽道場の師範を務めている。日毬より背が高めで若干スレンダーな体型だか、外見は日毬に似ており浮世離れした美貌を持つ（そのため、初対面時に颯斗と由佳里に日毬と間違えられた）。中学、高校時代は何度もラブレターを貰ったり告白されたりと、男性に非常に人気があったが、凪紗自身は剣の腕を磨き、新しい精神の境地を見出していくことが喜びという、剣一筋の人生を生きてきたため、男性に言い寄られても全て断ってきた。見た目は勇壮な女の子だが剣を通してしか人付き合いをしないため、大勢集まったところで話をしたり、大衆の注目を集めるのは苦手。普段は稽古着かジャージしか着用せず、洋服を買いに行くための服を持っておらず、外出の際も女性用の普段着を着ることが無い。
家で道場の師範を務めるだけの、引きこもりに近い生活をしていることを颯斗が良く思わなかったこともあり、颯斗の提案でひまりプロダクションに出入りし、オーディションの審査員をしたり日毬の仕事現場へマネージャーとして付いて行くようになる。
東京ドームでの『Kagura』ブランドのファッションショーの際、インフルエンザに倒れた日毬の影武者としてモデルとして舞台に立った。後に週刊誌によって影武者としての凪紗の存在が周知のものとなった。またファッションショーの際に凪紗が用いた「なのである語」が世間で評判となった。
以降も颯斗や由佳里からアイドルやモデルとして働くように誘われるが、上述のように周りの視線が苦手であることから断ってきた。しかし日毬がアイドルとして活躍していく中で、心の底では自分の収入が少ないことに姉として情けなく思っていた。そこで、水着のような格好ではなく、普通の格好でモデルとして成り立つような仕事に対し週に2日ほどのみやってみるという条件で、月40万円の給料でモデルとして働くことなり、ひまりプロダクション3人目の所属アイドルとなった。
佐々倉 壮司（ささくら そうじ）
日本大志会第1回党大会にて総本部の隊員第1号に任命された党員。34歳の男性。長崎県長崎市出身。高校卒業後、米カーネギーメロン大学で公共政策管理学を学び、ノースウェスタン大学で経営管理学修士を取得、帰国後はNTNドコモで勤務した実績を持つエリート出身右翼。NTNドコモ時代は経営戦略室に所属し営業から広告活動まで幅広い仕事をこなした。NTNドコモ退職後に自友党の加持哲哉衆議院議員の第一秘書を3年間務め、加持の落選後は日本各地を巡りながら武術の修行の旅に出ていた。日毬の演説をテレビで見て感銘を受け、日本大志会の党員に。党専用ホームページでは「S・S」の名で日毬と議論を重ね、その議論は日毬が打ち出した党の政権公約に生かされた。
加持の秘書時代には二・二六事件まがいのクーデターを計画していたと噂され、特A級の人物として公安から監視されている。
党本部の隊員になってからは、月給40万円・ボーナス無しで党の総本部で寝泊りをしながら、隊員としての業務に加え、過去の経歴を生かしひまりプロダクションの雑務も多くこなした。そしてひまりプロダクションが事業面・資金面で確実な地歩を築いた後に、その能力の高さと信用を買われ、颯斗に誘われ事務職員として正式にひまりプロダクションに雇用された。初年度の年俸は役員報酬と同じ1200万円。杏奈の熱心なファンでもある。
在米中にCIAと接触した過去があり、その後日本で加持の秘書を務めていた頃に正式にCIAにスカウトされ、情報提供を行うエージェントとなった。CIAへの協力は一右翼人として世の中に対する影響力を持つための選択で、あくまでもフリーのエージェントでありアメリカのために働いているのではなく、忠誠は日本国、日本大志会に誓っている。
槙野 栞（まきの しおり）
18歳の若さで公認会計士試験に合格したことで有名になった大阪育ちの美少女。社会共産党員で、党の機関紙・紅旗（あかはた）新聞に自分のコラムを持つ極左思想家。自称中道左派。プロダクションには所属しておらず、タレントというよりは文化人としてメディアに露出していた際、関西放送の番組内で日毬と対談し、舌戦を繰り広げた。その際、視聴率に陰りを見せ始めていた日毬の看板番組「ひまりんプロジェクト」を持ち直すための格好な出演者になり得ると日毬が提案し、ひまりプロダクションにスカウトされ所属アイドルとなった。スカウトされた即日に所属を決め、翌日には生まれ育った大阪を離れ東京に引っ越すという身軽な行動派。
ひまりプロダクションに所属後は「ひまりんプロジェクト」への出演の他に、ビジネス書を出版するなどアイドルとインテリを融合させた方針で政治経済について語れる言論系アイドルを目指している。ブログのタイトルは「栞の秘密」。
実家は釜ヶ崎と飛田新地の間にある。釜ヶ崎の小学校に通っていたことから、付近の労働者やホームレスとは広く顔馴染みで、彼らに様々な支援を施すNPO団体の手伝いをしており地区の皆から慕われている。高校には通っておらず、中学卒業後は3年間勉強し会計士に合格。釜ヶ崎の産業再興のため、税理士になることを目標としていた。ひまりプロダクションに所属後も、自らを育ててくれた釜ヶ崎の皆のためにアイドル活動を続けながら政治家になることを目指している。
父は社会共産党の元参議議員議員である槙野光造。血の繋がりはなく、栞は光造の家の側に生まれてすぐ置き去りにされていた。その為、実際の親は不詳。育ての母である光造の妻は2年前に亡くなっている。社会共産党を除名されながらも未だに党に忠誠を尽くし寄付等を行っている光造を好く思っておらず、親子仲は険悪である。
実は極度の貧乳。本人もそのことに強くコンプレックスを感じており、胸には大量のパッドを仕込んでいる。
片桐 杏奈（かたぎり あんな）
大手タレント事務所「西プロダクション」所属のアイドル。18歳の高校3年生（1年留年しており、実際は4年生、第5巻から19歳）。本名は「美城春菜（みしろ はるな）」。国民的アイドルの一人で、中堅ティーンズ雑誌「エイティーン」の看板モデル。日毬が初めて「エイティーン」でモデルの仕事を行った際に、出版社の撮影スタジオで日毬と出会った。その後も仕事で日毬と同じ現場になることもあり、日毬とは親しくなった。日毬が芸能デビューして間もない頃から日毬の躍進を予感していた。日本大志会の党員でもある。テレビや雑誌では相当テンションを抑えており、素の時は誰彼構わず延々と話を続ける。西プロダクションの売り上げの15%・30億円以上を稼ぐ事務所のトップアイドル。デビューは14歳のとき。西プロダクションのタレントオーディションに直感で参加し大賞を受賞した。事務所の猛プッシュで他のタレントを押しのけて一気にトップスターに駆け上がったため、同期タレントからの妬みや裏切り、マスコミからのバッシングに遭ってきた。しかしながらその成功の裏には大変な努力の積み重ねもあった。桐野学園の通信制クラスに在籍している。
社長になり自分の事業を行いたいという夢を目指すため、第5巻にてひまりプロダクションに移籍。「杏奈プロジェクト株式会社」を立ち上げ代表取締役に就任し、芹沢佐歩のドーナツ販売事業を展開する。移籍の際のひまりプロダクションから西プロダクションへの移籍金は5億円プラス以降5年間の杏奈が上げる売り上げ25%。
移籍後、ひまりプロダクション所属のアイドルの自主制作番組を提案し、杏奈プロジェクトで番組を制作、ネット配信を行った。この自主制作番組「アイドルたちの何気ある日常！」が話題となり、後にテレビ番組として番組改編期にゴールデンタイムで放映された。「アイドルたちの何気ある日常！」の成功から由佳里がひまりプロダクション取締役社長へと就任、それに伴いメディアを意識した対策を強化するために杏奈がひまりプロダクションの取締役副社長に就任した。
一人暮らしをしており、実家はさいたま市大宮区にあるかつては神職を世襲してきた家系。現在は神社としての業務は殆ど行っていないサラリーマン家庭。
リリィ・レイエス
ローガンとクロエの間の娘。13歳（第6巻で初登場時）。日本生まれで、日本語と英語のネイティブ。フランス語と北京語も学習している。高度な教育を受けており、子供ながら知的な一面も見せる。日毬の大ファン。7巻にてひまりプロダクション所属となる。
本郷雛子（ほんごう ひなこ） / 王 丞林（ワン・チェンリン）
8巻から登場。突然颯斗の前に現れた、少女のような外見の在日台湾人の女性。颯斗に沢木こと春燕に用心することを促す。その成り行きでひまりプロダクション所属となる。

### 主要人物の親類・血縁者
主に「ひまりプロダクション」の親族を述べる。
織葉 練（おりば れん）
颯斗の父親で、織葉家の当主。東王印刷代表取締役会長。経団連の会長を務めたこともある名士。松下幸之助、本田宗一郎といった日本的経営を信奉し、自らに厳しいが身内にも厳しい。経営者として優秀で、東王印刷を印刷業以外の部門にも拡大し堅調に業績を上昇させている。メディアや広告業のような水物商売を好く思っておらず、蒼通に就職した颯斗には厳しく当たる。
姉と弟がいるが、父が急逝し織葉家の跡継ぎを決める際に身内同士で揉め、法廷での争いにまで発展した経験がある。それ故、兄弟で争うのを良しとせず自分が元気なうちに、早い段階で自分の跡継ぎを決めておきたいと考えていた。颯斗、悠斗の二人の息子のうち、跡継ぎは優秀な悠斗にと考えており、颯斗には相続放棄の同意書にサインをさせた。
7巻にて肝臓癌末期であったことが判明する。このことは妻・伶子や悠斗に颯斗に口止めするように言っていたが、妻の帰国により颯斗に知られ、病床にて再会。遺産相続の放棄の同意書は兄弟2人に書かせていたことや颯斗の分は書いて去った後に直ぐにシュレッダーにかけていたこと、その真相は颯斗を内心で認めていたこと、すべての颯斗に対する厳格な態度はその裏返しであったことも判明。それ故に自分はもう長くないことを教えた上で再び颯斗に跡継ぎを指名した上に政治に手を出さないことを颯斗に告げるも、伶子や悠斗との相談の末に悠斗に指名したことを受け入れ、そのかわりに颯斗が補佐することを約束させ、その2週間後に事切れた。享年60代。
織葉 悠斗（おりば ゆうと）
颯斗の弟。23歳。大学卒業後、大手町にある大東亜石油に就職。現在でも織葉家の実家に住んでいる。非常に優秀な人間で、将来は織葉家の次期後継者として指名されるはずであるが悠斗本人はそのことを知らされていない。後に父の死に際により兄や母との相談の末に正式な跡継ぎに決定し、それを受け入れた。
織葉 伶子（おりば れいこ）
颯斗の母。20年以上にわたり不動産会社を1人で振舞っており、全世界に200ヶ所ほどの不動産を所有している。これは、織葉家の資産の一部を管理するために法人化しているだけであり、一言で言えば「不動産投資家」そのもの。夫に劣らずの商才の持ち主であり、景気の流れを読む力に長けている。
夫の危機を知った際に帰国し、颯斗にも知らせに来た。
仕事柄ゆえに息子たちと会うことはほとんどないが、母親としては溺愛するほど非常に子思いであり、それぞれ「颯斗ちゃん」「悠斗ちゃん」と「ちゃん」付けて呼ぶ（颯斗本人は嫌がっている）。由佳里と対面したときに彼女に好印象を持ち、颯斗に嫁にすることを勧めた。
神楽 京子（かぐら きょうこ）
日毬・凪紗の母。夫とは5年前に死別しており、家のことは娘の凪紗と共にやりくりしている。また、15歳になったら独り立ちするという神楽家の家訓を尊重し、まだ若い娘の凪紗、日毬に対しても自らの進む道は自分で決めるべきだと思っている。そのため、日毬が政治活動やタレント活動を行うことに反対はしていない。
漫画版での外見は、日毬・凪紗と瓜二つで眉毛が太く、和服を着ている容貌で描かれている。
朝霧 雪哉（あさぎり ゆきや）
千歳の兄。24歳。高校生の頃、千歳を交通事故から庇い、自らが事故に遭ってしまった。意識不明の重体となり、一時は生死の淵を彷徨うものの、一命を取り留める。しかしながら以降は車椅子生活を送ることとなる。事故の影響で大学受験ができず、現在は巣鴨にあるステッチラインブランドの直営店を運営しながら、通信制の大学を受講している。
槙野 光造（まきの こうぞう）
社会共産党の元参議院議員。かつては社会共産党の四天王とも呼ばれていた大物議員であったが、高慢な性格で党内に敵も多く、権力争いから些細な女性問題のスキャンダルで党を追われた。党を除名されても反論せず引退、その後も党への寄付を続けるなど党に忠誠を誓っている。議員時代から、議員報酬の大半を自ら経営する釜ヶ崎のドヤに注ぎ込む等の社会奉仕を続け、70歳を過ぎた現在は元国会議員にもかかわらず裕福とはいえない「井戸塀議員」とも呼べるような暮らしをしている。
家の側に捨てられていた栞を拾い、子どもを生めず高齢であった妻とともに、娘として育ててきた。妻とは死別しており、栞との二人暮らしであったが親子仲は良くなかった。右翼を嫌い、栞をスカウトにきた颯斗や日毬のことは初対面から邪険に扱っていたが、栞が東京へ発つ際には、颯斗に対して栞の保護者としての承諾書を提出し、また思想は違えど政治家としての日毬を認め栞を託す旨を伝えた。
ローガン・レイエス
CIA東アジア支局長。極東地域全般の情報に精通した世界的権威。
クロエ・レイエス
ローガンの妻。国務省のキャリア出身で、日本大使館赴任中にローガンと出会った。現在は上智大学で国際関係学を教えている。

### その他の人物
森（もり）
西プロダクション片桐杏奈のマネージャー。杏奈の我侭によく手を焼いている。颯斗とは仕事ですれ違う機会が多い。北海道大学卒業後西プロダクションに入社し3年目。入社後初めての担当が杏奈であった。真面目な性格で仕事をこなすが、西社長曰く居たら居たで使えるが居なくても困らない人材。
杏奈がひまりプロダクションに移籍した後は西プロダクションを退社、杏奈が立ち上げた「杏奈プロジェクト株式会社」の社員として杏奈の秘書になった。
仙石（せんごく）
芸能プロダクション「株式会社アステッドプロ」社長。芸能ビジネスのやり手で、企業グループ「アステッドグループ」を創り上げた芸能界のドン。過去には事業に失敗しかけ、自殺を図ったこともあるが、タレント、業界のために死に物狂いでグループを拡大していき、現在では実業家として揺るぎ無い地位に立つ。普段は物腰柔らかな60歳代の紳士。
ひまりプロダクションへの妨害行為を行った後、マスコミを伴った日毬に自社ビルの社長室を襲撃される。日毬の釈放後、日毬から直接の謝罪を受け、その後はひまりプロダクションへの一切の妨害行為を止め、あらゆる便宜、支援を行っていくことを誓う。ステッチライン経営再生の際には、ひまりプロダクションに対して資金の貸し付けも行った。
漫画版では、オールバックに太い眉毛、ほうれい線などといった、いかにも悪党的な外見で描かれている。
狩谷（かりや）
アステッドプロ常務。どことなく危ない雰囲気を醸し出す50代前半の男性。アステッドプロ襲撃事件後は仙石の支持の下、ひまりプロダクションに対し仕事の斡旋等を行う。
黒谷（くろたに）
警視庁公安部第三課の刑事右翼思想を持つ日毬や壮司をマークし、ひまりプロダクションに出入りするようになる。特に壮司のことは日本大志会の党員になる以前からマークしており、互いに面識がある間柄である。
川上（かわかみ）
独自ブランド「Isamu Kawakami」で有名な一流デザイナー。自分のデザイン会社「IKデザイン」を経営している。自ブランドでは大人向けの高価な服をデザインしている。カジュアル路線に挑戦するため、『Kagura』ブランドのゴーストデザイナーを引き受けた。ファッションイベントの実績もあり、東京ドームでの『Kagura』ブランドのファッションショーのイベントプランナーとしても参加した。
緒方（おがた）
自友党の衆議院議員。総務省自治行政局選挙部出身の元官僚議員。現在2期目。メディアへの露出が少ないため知名度は高くないが、議員の中では選挙問題に精通するプロ。開けっ広げな性格で、様々な方面で活動を行う愛国者。『社団法人きれいなネット政治推進協会』立ち上げの際に、颯斗らから公職選挙法対策での陳情を受け、原田を紹介した。
原田（はらだ）
自友党所属の代議士。警察庁出身でメディアへの露出も高く、確かな地盤を持つ有力な政治家。陳情に来た颯斗らに対し、『社団法人きれいなネット政治推進協会』への警察官僚OBの天下りを条件に協力を約束した。
芹沢 佐歩（せりざわ さほ）
銀座でドーナツ店を営む菓子職人。由佳里とは同じ小・中学校に通っていた幼馴染。中学校卒業後は調理学校へ進学しその後欧州へ留学した経験を持つ。父親は築地で鰻重の専門店を営む料理人で、佐歩の店は銀座8丁目にある再開発から取り残された地区の古びたビルの1階にあるが商品の味はよく利益も出している。由佳里の計らいで店のプロモーションをひまりプロダクションに依頼することになり、杏奈を社長とする「杏奈プロジェクト株式会社」の立ち上げに際し取締役に就任する。
西 信俊（にし のぶとし）
大手タレント事務所「西プロダクション」社長。父・昌明（まさあき）が設立した西プロダクションを引き継ぎ会社を東証一部上場まで発展させるなど業界の先導役を務めている。
神内 三郎（じんない さぶろう）
前の総選挙で与党を失い第2党に後退した民政党の現代表代行。影の党首とも目される権力者。知名度は大きく、与党時代にも代表代行に就いたこともある。元自友党で執行部まで務めていたが、二大政党制を指向し民政党に割って出た過去を持つ。田中角栄一派。民政党再生の求心力の為に日毬に立候補の要請をした。
深見（ふかみ）
自友党幹事長。54歳。政治家一族に生まれたエリート議員。親族は地方で建設業や製錬・冶金業等を経営し、深見財閥とも呼ばれる家系を成している。実力も資金力もある人物で、党内の意見調整に大きな力を発揮している。自友党の基盤強化のため日毬にアプローチを掛けてきた。
ブレイデン・クルス
アメリカ大使館駐在武官の大佐。DIAの情報機関員で、アジア太平洋地域にて工作活動を展開している。日毬のファン。
クロード・ウォーカー
アメリカ合衆国大統領。上院議員時代にCIAの誤情報に乗せられイラク攻撃を積極的に推し進めた経歴があり、現在の外交政策ではCIAを評価せず、国防総省・DIAの諜報活動に重みを置いている。
ウィリアム・バーンズ
在日本・アメリカ大使。60歳代後半の穏やかな人物。元弁護士で州の司法長官まで務めた後に上院議員に。極東地域に対する知識と堪能な語学力から日本大使に就任している。
桐生 匡俊（きりゅう まさとし）
内閣総理大臣。自友党総裁。
持統（じとう）
官房長官。やや肥満気味で愛嬌のある容貌だが、毒舌政治家として有名。自友党内きっての頭脳派としても知られている。メディアからの質問への返答も素早く、ユーモアに富んでいて国民へのウケが良く人気のある政治家の一人。メディアの前で放言してしまいバッシングを浴びたことも複数ある。
鳥山（とりやま）
民政党が政権を担っていた当時の内閣総理大臣。祖父が自友党の元総理大臣、実父が自友党の外務大臣、母親が東証一部上場企業の創業家から嫁いできたという、エリート家系の出身。対米自立の独自路線を打ち立てるために「友愛外交」を提唱した。
沢木 律子（さわき りつこ） / 雷 春燕（レイ・チュンイェン）
8巻から登場。人民解放軍総政治部連絡部宣伝局で養成されたスパイ。だが、本人は足を洗って日本に永住することを目的に一方的に結婚しようと颯斗に近づくが失敗に終わる。

### 『新党』の登場人物
斎藤（さいとう）<仮称>
日毬のクラスメートで、日毬のことが気になっており、仲良くなりたいと思っている。しかし、仲は中々進展しない。「斎藤」は本名ではなく、日毬が勝手に呼んでいるもの。そのせいで学園関係者からも「斎藤」として認知されてしまう。
安条の登場後は、日毬と安条が仲良くしている姿を目撃して嫉妬に駆られたり、男である（と勝手に思い込んでいる）安条に欲情したりと、益々暴走している。日毬からは桃園のことが好きだと思われている。
橋本（はしもと）
日毬の通う学校に勤める、高齢の地歴科教師。街頭で日毬が演説している姿を見て、「今時中々いないしっかりした生徒」として大ファンとなり、日毬が出演しているTV番組や載っている雑誌などは全てチェックし、応援している。
実は筋金入りのマルクス主義・共産主義者で、自身の思想と日毬の主張の対立にしばしば葛藤している。尊敬する人物はカール・マルクスとマルクス兄弟。夫婦仲は良く、妻は革命運動の闘士として活動する夫に惚れ込んで結婚したため、極右である日毬のファンとなった夫を心配している。
安条 譲（あんじょう ゆずる）
日毬や斎藤（仮）らの通う学校の生徒会長。日毬の芸能活動や政治活動を「学校の風紀を乱す行為」と批判し、やめさせようとしている。同時に、グラビア撮影などで痴態を晒している日毬を「悪い大人に搾取されているのでは」と心配している。
男装しているが、実は女性。男子生徒の制服を着ているのは単なる趣味で、特別な意味は全く無い。一人称は「僕」で、口調も男性的。
桃園 桜（ももぞの さくら）
日毬や斎藤（仮）らのクラスメートで、金髪で高飛車な少女。斎藤（仮）を「ポンコツ野郎」と馬鹿にしている一方、斎藤（仮）が日毬への好意を熱く語ると激しく嫉妬するツンデレ。

## 用語
蒼通（そうつう）
日本最大の総合広告代理店。広告事業単体としては世界最大の企業。
日本大志会（にほんたいしかい）
国民の力を結集し日本の復権を志向する右翼の政治結社。総帥は神楽日毬。日毬の実家でもある、東京都新宿区余丁町13-40に党本部を置く。高校生が総帥を務めてはいるが、選挙管理委員会に届け出て、総務大臣の認可を得たれっきとした政治団体である。入会資格は日本国籍を有する者、会費は毎月3000円。始めは党員は日毬のみだったが、日毬が極右の政治系アイドルとして世間に認知され始めると150名を超える党員が集まった。
日毬によるアステッドプロ襲撃事件の後には党員数は450名まで増え、党本部をひまりプロダクション移転先の同室内に移した。
日毬のメディアでの活躍が増えた第3巻の時点で党員数は4000名を超え、国立代々木競技場第二体育館に於いて第1回党大会を開催、日毬による決起スピーチ・隊員選考会を行い、佐々倉壮司を総本部の隊員に任命した。
第5巻では党員は3万人を突破し、多くの政治家を招いた記念パーティを都内のホテルで開催した。その頃には党に共感する一部の記者らを招いた勉強会も開催している。また党本部をひまりプロダクションが買い取った新宿のビルの7階に移した。
織葉（おりば）家
1897年に創業した東王印刷株式会社を礎とし代々経営する一族。財閥には相当しなかったが、戦前から財閥との交流があり、現在も名の残る財閥にも遠縁の親戚がいる。終戦後は、軍部に協力したとして一族全員公職追放の憂き目にも遭ったが財閥解体には掠らず、現在では東王印刷の持ち株で7000億円、創業に関わった三和製薬や交北建設の株等を含めると一家の財産は約1兆3000億円にのぼる。千代田区三番町に4階建ての豪邸を構え、警備員を雇ったり料理人やハウスクリーニングの会社と契約するなど、いわゆる富豪層に属する。政治的には保守的な考えで、自友党ができた時から自友党に献金し続けている。
東王印刷（とうおういんさつ）
東証一部上場の印刷企業。連結売上高1兆7600億円で、印刷業界日本一の座を京版印刷と争っている。織葉家が颯斗の曽祖父の代である1897年に創業した。近年はエレクトロニクス部門、産業資材部門、環境部門等まで拡大している。
神楽（かぐら）家
680年頃に勃興した藤原北家の家系を祖とする一族。長暦2年（1038年）に後朱雀天皇より三河国の神楽明神の社職の地位を与えられ、神楽氏を称す。応仁の乱の後は松平氏と血縁を結び、松平家に従軍。徳川氏・松平氏の時代になった後は徳川家康の関東転封に伴い、1590年に関東へ移った。江戸幕府成立後は家康から1500石を与えられ、市谷に居を移し与力や剣術指南を行ってきた。明治維新の後は徐々に衰退していき、現在は新宿区の牛込地区に剣道場を営む家屋敷を残すのみとなっている。
ひまりプロダクション
日毬の芸能活動のために颯斗が設立した芸能プロダクション。四谷三丁目のワンルームマンションの一室を事務所（兼颯斗の自宅）としており、資本金は100万円。日毬の人気が上ってきた後には、JR原宿駅近くの、明治通り沿いの新築高層マンションの25階4LDKに事務所を移転した。設立当時の所属アイドルは日毬のみだったが、後にオーディションで採用となった千歳（第2巻）、そしてモデルとして凪紗（第3巻）が所属。また、第3巻にて由佳里が取締役副社長に就任、壮司を事務社員として雇用。由佳里、壮司、凪紗の歓迎会の後、会社の標語として『ここがロドスだ！ここで跳べ！』（ヘーゲルの『法の哲学』の序文で『イソップ寓話』からの引用）と日毬によって書かれた額縁を事務所のリビングに掲げた。プロダクションとしての地歩を築いたことで、今後の迷いを断ち切るように颯斗が決意を込めた標語である。
ステッチラインの事業再生を請け負った際に、株式の51％を取得し、ステッチラインを傘下に置く。
第5巻にて新宿御苑駅近くの築6年の10階建てビルを買い取り、9・10階に事務所を移転した。
アステッドグループ
芸能界のドンである仙石が創り上げた企業グループ。千代田区麹町に会社を構える芸能プロダクション「株式会社アステッドプロ」を中核とし、多数の系列プロダクションを有する。飲食業や不動産業まで進出しているが、関連企業が非公開なのでグループの詳しい実態は明らかとなっていない。一見は無関係に見えても、資本関係や人的関係を通じてアステッドの影響下にあるとされるプロダクションも多い。テレビ局各社はアステッド系列にそっぽを向かれないように、アステッド関連のタレントの出演枠を裏条約で確約している噂があるなど芸能界のブラックホールのような存在として週刊誌の話題に上ることも多い。
ステッチライン
アパレル関連では関東で5指に入る大きな町工場を事業の中心とする、多摩市の商工業地帯にある株式会社。昭和46年創業。会社は千歳の実家が自営業として営んでおり代表は父・朝霧正治（しょうじ）、経理を母・恵美子（えみこ）が務める。高齢者向けのアパレル商品に特化したメーカーであり、自社ブランドは高齢者に一定のブランド力を持つ。巣鴨にはブランドの直営店もあり、千歳の兄の雪哉が運営している。
バブルの前後の最盛期には売り上げ150億円にまで伸びていた。アパレル業界の工場の多くが中国に移転する中、国内に工場を残し頑張ってきたが、最近は業界の景気の落ち込みが顕著で、資金繰りも厳しくなっている。前期は売り上げ60億円、経常利益5000万円とそこそこの業績を上げたが、今期は納品先の最大手「U9」が倒産し、大赤字を計上する見込みである。銀行借り入れが20億円、更に商工ローンに返済期限の迫った2000万円の借り入れがあったが、この経営危機に対してひまりプロダクションが事業再生を請け負い、ひまりプロダクションから7000万円の出資を受け経営難を一時的に乗り切った。株式の51％をひまりプロダクションに譲渡し、ひまりプロダクション傘下企業となった。
その後、取締役に颯斗、雪哉、千歳が就任、正治は社長を継続。会社の保有する土地建物を一旦売却し、得た資金で銀行負債を減らし、財務の規模を縮小して経営を効率化した。土地と工場は売却したものを賃貸として借りて営業を続けている。『Kagura』ブランドの製造を独占して引き受けることで、再生への道を進んでいる。
積極的に障害者を雇用しており、現在は従業員の2割が障害者、将来的には5割の障害者雇用を目指している。これは雪哉が障害者になったことが原因である。
資宝堂（しほうどう）
東証一部上場、連結売上高7400億円の国内最大、世界でも第5位にあたるの化粧品メーカー。化粧品以外にも、医薬品、美容関連、健康食品、トイレタリー等の事業展開している。
株式会社資宝堂リアルクローズ
『Kagura』ブランド展開のために資宝堂が設立した子会社。資本金50億円。
『Kagura』ブランド
由佳里が企画した、ステッチライン再建の共同プロジェクト。アイドルの日毬が自らデザイン・プロデュースしたことを売りにした洋服のブランド。実際の洋服デザインは、日毬が提案したイメージを元に有名デザイナーの川上が行い、製造はステッチラインが独占的に行う。ブランドスポンサーは資宝堂が一社で引き受け、『Kagura』ブランドのための子会社「資宝堂リアルクローズ」を設立。広告は蒼通の全面担当で展開。資宝堂リアルクローズからは著作権料として売り上げの5％が日毬を通してひまりプロダクションに、同じく売り上げの5％が試作品の製作担当としてIKデザインに、売り上げの7％が広告コンサルティング料として蒼通に入金される。
有名ブランドに劣らない品質で、価格設定を抑えることで10代半ばから20代半ばの女性をメインターゲットに見据えたブランドを設定。始めは流通を渋谷に絞り口コミから徐々にメディアでの展開に移行させ、テレビや雑誌で話題となるよう、ブームを意図的にコントロールした。そして東京ドームでのトップアイドル達によるファッションショーを行い、ブランドを世間に定着させた。

桐野（きりの）学園
芸能活動を行う生徒を幅広く受け入れている芸能人御用達の高校。通学クラスに加え、通信制のクラスも備えている。片桐杏奈が通信制の3年生に在籍しており、第3巻から日毬と千歳が編入した。
社団法人きれいなネット政治推進協会
ひまりプロダクションが自らの資金を出資し立ち上げたプロジェクト。公職選挙法に縛られることなく選挙運動で利用できる政治ポータルサイトの運営を行う社団法人。サイト内に政治家や立候補者の個人サイトを設け、政策のPRやネットユーザーとの交流が可能となっている。従来の選挙活動同様に一般企業からの出資を募り（企業献金）、財界と政界の繋ぎ役も行う。
理事長は壮司。公職選挙法対策として警察・検察の動きを防ぐために、自友党議員の緒方や原田に陳情し協力を得ている。そのため立ち上げの際に緒方・原田の議員事務所や警察庁・警視庁OBからの人材を理事や社員として受け入れている。
団体の広報役として、ひまりプロダクションの所属アイドルをポスターやパンフレットに起用している。名誉広報は凪紗、副広報は日毬。
西プロダクション
国民的アイドル片桐杏奈の所属する大手芸能プロダクション。現在の社長である西信俊の父である西昌明が創業者。信俊就任後は1988年に株式公開し、1995年に東証二部上場、2001年には東証一部上場を果たしている。資本金47億5000万円、連結売上高202億円、経常利益24億円、従業員数260人（連結子会社含む）。所属タレントには給料制を導入し、明朗な会計基準による経営を行う無借金経営の優良企業であるが、投資家からの評価は低く最近は株価が低迷している。
ひまりプロダクションとの株式買収合戦の後、MBOを発表し上場廃止・株式非公開への方向転換を行った。
杏奈プロジェクト株式会社
佐歩のドーナツをプロモーションするため杏奈が立ち上げた会社。設立時の資本金は2億5000万円。ひまりプロダクションの完全子会社で株式の100%をひまりプロダクションが保有している。代表取締役は杏奈、取締役は佐歩、社員に森。新宿御苑駅近くの、ひまりプロダクションが所有するビルの8階に本社を置く。
ベルリンにある創立108年の老舗ベーカリーチェーン「キルシュトルテ」（Kirschtorte; 日本語訳さくらんぼのケーキ）を買収し、杏奈を広告塔として日本に上陸させそのブランド力で佐歩のドーナツを販売していく。また店舗での販売だけでなく宅配サービスの展開も行う。

## 既刊一覧
- 至道流星（著）・まごまご（イラスト） 『大日本サムライガール』 星海社〈星海社FICTIONS〉、全9巻
  1. 2012年7月12日発行（同日発売[7]）、ISBN 978-4-06-138832-1
  2. 2012年8月16日発行（8月17日発売[8]）、ISBN 978-4-06-138836-9
  3. 2012年10月15日発行（同日発売[9]）、ISBN 978-4-06-138844-4
  4. 2013年1月15日発行（同日発売[10]）、ISBN 978-4-06-138852-9
  5. 2013年4月15日発行（同日発売[11]）、ISBN 978-4-06-138860-4
  6. 2013年7月16日発行（同日発売[12]）、ISBN 978-4-06-138868-0
  7. 2014年1月15日発行（1月17日発売[13]）、ISBN 978-4-06-138889-5
  8. 2014年7月15日発行（同日発売[14]）、ISBN 978-4-06-139900-6
  9. 2015年1月15日発行（1月16日発売[15]）、ISBN 978-4-06-139911-2
- 至道流星（著）・まごまご（イラスト） 『大日本サムライガール』 星海社〈星海社文庫〉、全6巻
  1. 2015年7月9日発売[16]、ISBN 978-4-06-138990-8
  2. 2015年9月10日発売[17]、ISBN 978-4-06-138992-2
  3. 2015年11月10日発売[18]、ISBN 978-4-06-138996-0
  4. 2016年1月8日発売[19]、ISBN 978-4-06-138997-7
  5. 2016年3月10日発売[20]、ISBN 978-4-06-138999-1
  6. 2016年3月10日発売[21]、ISBN 978-4-06-139051-5

## 漫画

### 川村版
川村一真による漫画『大日本さむらいがーる劇場』（原作：至道流星、キャラクター原案：まごまご）が、2013年3月28日から同年10月10日まで星海社のウェブサイト『最前線』内の4ページマンガコーナーにて1話4ページ、オールカラーで連載された。全27話で、毎週木曜日に更新されていた。小説とは異なり、ひまりプロダクションのアイドル達のほのぼのした日常風景を描いているため、政治漫画や経済漫画という作風にはなってはいない。
- 至道流星（原作）、まごまご（キャラクター原案）、川村一真（作画） 『大日本さむらいがーる劇場』 星海社コミッでクス〈星海社〉、2013年11月7日発行（同日発売）、ISBN 978-4-06-369512-0

### 佐藤版
佐藤健悦による原作と同題の漫画化作品『大日本サムライガール』が、『チャンピオンRED いちご』（秋田書店）にて2014年Vol.42からVol.45（雑誌休刊）まで連載された。雑誌休刊後はwebコミックス配信サイトチャンピオンクロスに掲載している。原作小説に準拠したストーリーとなっている。
- 至道流星（原作）、まごまご（キャラクター原案）、佐藤健悦（作画） 『大日本サムライガール』 チャンピオンREDコミックス〈秋田書店〉、既刊2巻（2016年4月20日現在）
  1. 2015年1月20日発売、ISBN 978-4-25-323731-4
  2. 2016年4月20日発売、ISBN 978-4-25-323732-1

### 荒木版
荒木宰による漫画化作品『大日本サムライガール新党』が、『ヤングマガジンサード』（講談社）にて2014年Vol.1（創刊号・同年9月5日発売）より連載開始。内容は、颯斗たちと出会いアイドルデビューをしてすぐ後の日毬の高校生活面を描いていく物語であり、周囲の日毬を見る者たちが語り部として物語を動かしていく。漫画オリジナルのキャラとして、斎藤（日毬のことが気になっている、名前を覚えてもらえない男子生徒）や橋本先生（日毬の大ファンでマルクス主義者の教師）などが登場している。
- 至道流星（原作）、まごまご（キャラクター原案）、荒木宰（作画） 『大日本サムライガール新党』 ヤンマガKCスペシャル〈講談社〉、全3巻 
  1. 2015年4月6日発売、ISBN 978-4-06-382580-0
  2. 2015年9月4日発売、ISBN 978-4-06-382679-1
  3. 2016年3月18日発売、ISBN 978-4-06-382740-8

## スピンオフ作品
スピンオフ作品として『朝霧ちとせはへこたれない 売れないアイドル活動日誌』が、ヤマウチシズによるイラストで富士見L文庫（富士見書房）から2014年9月13日に発売された。
- 著者：至道流星、イラスト：ヤマウチシズ『朝霧ちとせはへこたれない 売れないアイドル活動日誌』富士見書房〈富士見L文庫〉
  1. 2014年9月13日発売、2014年9月20日初版発行 ISBN 978-4-04-070318-3